# Župnija Šmihel pri Žužemberku
Župnija Šmihel pri Žužemberku je rimskokatoliška teritorialna župnija dekanije Žužemberk škofije Novo mesto.
Do 7. aprila 2006, ko je bila ustanovljena škofija Novo mesto, je bila župnija del nadškofije Ljubljana.